# Cristóbal Halffter
Cristóbal Halffter Jiménez-Encina (Madrid, 24 marzo 1930 – Villafranca del Bierzo, 23 maggio 2021) è stato un compositore e direttore d'orchestra spagnolo.
Nipote di altri due importanti compositori, Rodolfo e Ernesto Halffter.

## Biografia
Nasce a Madrid nel 1930 da una famiglia di musicisti che scapperà in Germania nel 1936 per sfuggire alla guerra civile spagnola (portandosi, ovviamente, il piccolo Cristóbal con loro). Di ritorno in Spagna nel 1939, inizia a studiare armonia e composizione con Conrado del Campo al Real Conservatorio Superior de Música de Madrid, dove si diploma nel 1951; nello stesso anno, inizia a lavorare alla Radio Nacional de España. Nel 1955 fino al 1963 diventa invece direttore della de Falla Orchestra. Nel 1961, gli venne assegnata la cattedra di composizione al conservatorio di Madrid (che dal 1964 al 1966, dirigerà). Dal 1989, inizia un'intensa collaborazione, che porta avanti tuttora, con l'Orquesta Sinfónica de Madrid (prima come direttore e poi come compositore associato). Il suo concerto per pianoforte e orchestra (1953), gli è valso il premio nazionale nel 1954. È tra i maggiori esponenti della generazione del 51.

## Opere selezionate
- Antífona Pascual (1952)
- Concierto para piano y orquesta (1953)
- Tres piezas para cuarteto de cuerda (1955)
- Misa ducal (1956)
- Introducción, fuga y final para piano (1957)
- Sonata para violín solo (1959)
- Microformas para orquesta (1960)
- Sinfonía para tres grupos instrumentales (1963)
- Codex I per chitarra (1963)
- Cuatro canciones leonesas (1.-El carbonero, 2.-De campo, 3.-De cuna, 4.-La carbonerita de Salamanca) (1964)
- Secuencias (1964)
- Misa de la Juventud (1965), commissionato dalla delegazione Nacional de Juventudes
- Líneas y puntos per 20 strumenti a fiato e elettroacustici (1966)
- Anillos per orchestra
- Cantata Symposium (1968)
- Cantata "Yes, speak out" (1968)
- Noche pasiva del sentido per soprano, due percussionisti e 4 magnetofoni (1970)
- Llanto por las víctimas de la violencia, per ensemble e strumenti elettroacustici (1971)
- Réquiem por la libertad imaginada (1971)
- Pinturas negras (1972)
- Gaudium et Spes-Beunza (1972)
- Platero y yo (1974)
- Elegías a la muerte de tres poetas españoles (1975), della quale si realizzò anche una pellicola per una televisione tedesca
- Officium defunctuorum per orchestra e coro (la prima si tenne a Parigi, Hôtel des Invalides) (1979)
- Tiento (1981)
- Dona nobis pacem (1984)
- Variaciones Dortmund II (1987)
- Motetes (1989)
- Preludio Madrid 92, ouverture composta in occasione di Madrid come capitale europea della cultura
- Don Quijote, opera (1999)
- Adagio en forma de rondo per orchestra (2003)
- Lázaro, opera (2007)